# Latino Barilli
Latino Barilli (Parma, 30 gennaio 1883 – Parma, 26 luglio 1961) è stato un pittore italiano.

## Biografia
Latino Barilli, terzo figlio del pittore Cecrope e di Anna Adanti, i due fratelli maggiori, Arnaldo e Bruno, furono il primo storico dell'arte e il secondo musicista e scrittore. Avvicinatosi alla pittura grazie al padre, fu lui da iscriverlo all'Accademia Parmense di Belle Arti di cui era direttore.
Continuò poi gli studi a Roma, alla Scuola libera del nudo, e poi a Monaco di Baviera. Vi rimase dal 1904 al 1906, lavorando intensamente e frequentando musei, mostre e concerti. Nel 1905 fece un viaggio a Venezia, visitando le mostre di Ca' Pesaro e della VIª Biennale.
Trasferitosi a Roma nel 1907 vi rimase per due anni. Nel 1909 soggiornò per qualche tempo a Fano, presso la famiglia della madre. Nel 1911 partecipò, insieme ad Amedeo Bocchi, Daniele de Strobel e Renato Brozzi, alla ricostruzione di una copia della Camera d'Oro del castello di Torrechiara a Roma, in occasione delle celebrazioni del Cinquantesimo anniversario dell'Unità d'Italia, presso la Mostra etnografica delle regioni.
Durante la prima guerra mondiale fu al fronte, partecipando alla difesa di Passo Buole, per cui si meritò una Medaglia d'argento al valor militare. 
Nel dopoguerra riprese a dipingere e nel 1921 eseguì gli affreschi della facciata e dell'abside della chiesa di San Michele a San Michele Gatti. Nel 1925 il pittore bolognese Achille Casanova, al quale erano stati affidati i lavori di decorazione della basilica di Sant'Antonio di Padova, di passaggio a Parma ammirò gli affreschi del Barilli e, rimanendone stupito, gli propose di seguirlo come aiutante. A Padova realizzò con Casanova gli affreschi dell'abside e vari altri interventi. Nella stessa chiesa ritornò nel 1931 con Lodovico Pogliaghi per affrescarvi una cappella. Tra il 1929 e il 1930 eseguì inoltre numerosi affreschi nel Castello di Gabiano. Nel 1937 dipinse l'Aula Magna del palazzo dell'Università di Parma e la chiesa dei Santi Stefano e Lorenzo a Sala Baganza.
Nel 1939 ottenne il posto di insegnante all'istituto d'arte Paolo Toschi di Parma, mantenendolo dal 1939 fino al 1956. Nel 1951 partecipò alla VI Quadriennale nazionale d'arte di Roma e nel 1955 anche alla VII Quadriennale nazionale d'arte di Roma, cui fecero seguito una serie di mostre personali.
Colpito da infarto, morì all'età di 78 anni.
Nel 1963 tre sue opere figurarono alla rassegna Arte Moderna in Italia 1915-1935, organizzata da Carlo Ludovico Ragghianti a Palazzo Strozzi a Firenze. Lo stesso anno una retrospettiva venne organizzata alla Galleria nazionale di Parma a cura di Roberto Tassi. Nel 1984, al centenario della nascita, gli venne dedicata un'importante retrospettiva all'Accademia di belle arti di Parma.
Sue opere sono oggi conservate alla Pinacoteca Stuard, alla Galleria nazionale, a Palazzo Ape Museo, a Palazzo Bossi Bocchi e all'Accademia di belle arti di Parma.